# Torneo di Wimbledon 1892
Il Torneo di Wimbledon 1892 è stata la 16ª edizione del Torneo di Wimbledon e prima prova stagionale dello Slam per il 1892.
Si è giocato sui campi in erba dell'All England Lawn Tennis and Croquet Club di Wimbledon a Londra in Gran Bretagna. 
Il torneo ha visto vincitore nel singolare maschile il britannico Wilfred Baddeley
che ha sconfitto in finale in 4 set il connazionale Joshua Pim con il punteggio di 4–6 6–3 6–3 6–2.
Nel singolare femminile si è imposta la britannica Lottie Dod
che ha battuto in finale in 2 set la connazionale Blanche Bingley Hillyard.
Nel doppio maschile hanno trionfato Ernest Lewis e Harry Barlow.

## Risultati

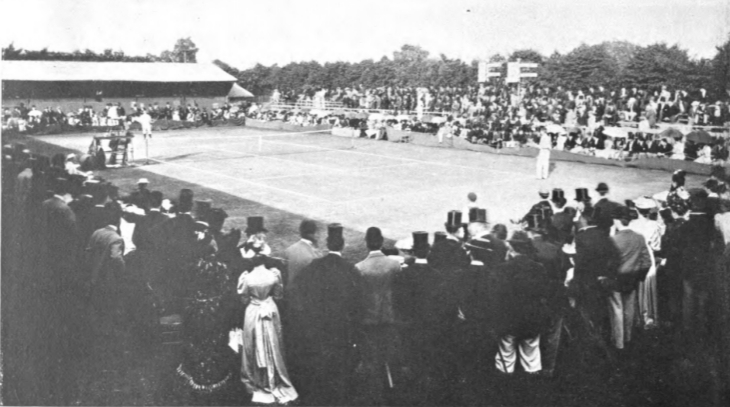
Finale del torneo preliminare di Wimbledon 1892 tra Pim e Lewis

### Singolare maschile
Wilfred Baddeley ha battuto in finale  Joshua Pim con il punteggio di 4–6 6–3 6–3 6–2

### Singolare femminile
Lottie Dod ha battuto in finale  Blanche Bingley Hillyard con il punteggio di 6–1, 6–1

### Doppio maschile
Ernest Lewis /  Harry Barlow hanno battuto in finale  Wilfred Baddeley /  Herbert Baddeley con il punteggio di 4–6, 6–2, 8–6, 6–4